# Копчо, Михал
Михал Копчо (словац. Michal Kopčo; род. 27 января 1988, Кошице)  — словацкий гандболист, выступающий за португальский клуб ГК Спортинг.

## Карьера

#### Клубная
Михал Копчо начинал профессиональную карьеру в ГК Кошице. Играл за венгерский клуб Дунаферр, откуда в 2010 году перешёл в хорватский ГК Загреб. В составе ГК Загреб Копчо выиграл чемпионат Хорватии. В 2011 году Михал Копчо возвращается в Словакию и выступает за ГК Татран Прешов, и выигрывает чемпионат Словакии. В 2012 году Михал Копчо переходит в немецкий клуб ГК Гуммерсбах, где провёл 2 сезона. В 2014 году Михал Копчо возвращается в ГК Татран Прешов, с которым дважды становиться чемпионом Словакии. В 2016 году Михал Копчо переходит в португальский клуб ГК Спортинг.

#### Сборная
Михал Копчо выступает за сборную Словакии сыграл в сборной 75 матчей и забросил 132 мяча.

## Награды
- Победитель чемпионата Хорватии: 2011
- Обладатель кубка Хорватии: 2011
- Победитель чемпионата Словакии: 2012, 2015, 2016